# فلوریان گرنگبو

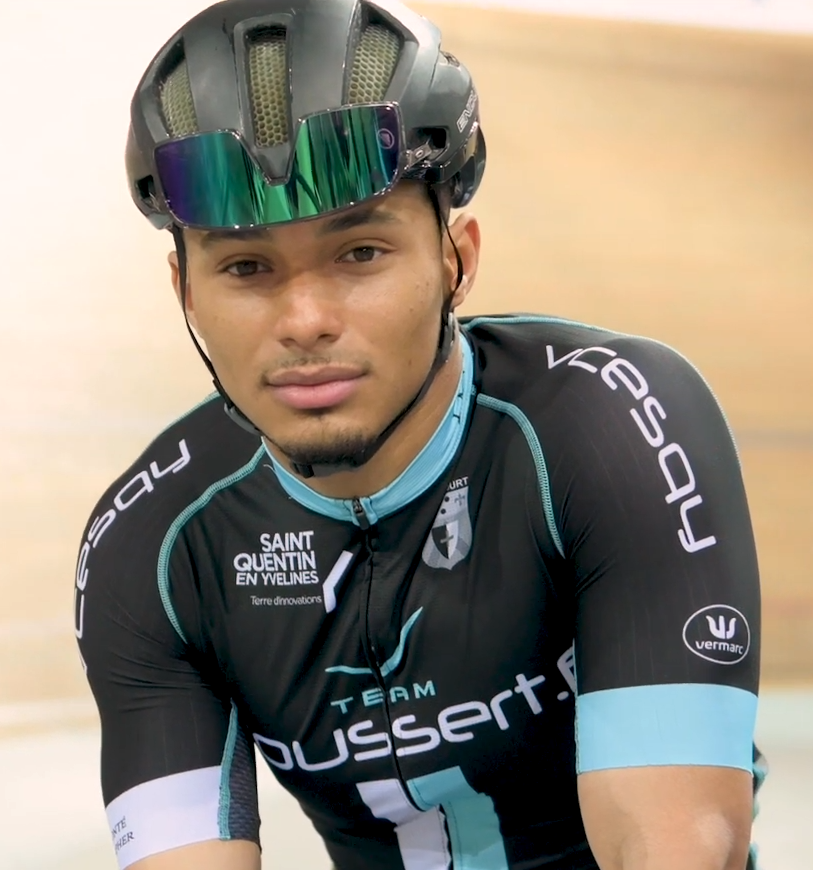
فلوریان گرنگبو در سال ۲۰۲۱

فلوریان گرنگبو (فرانسوی: Florian Grengbo‎؛ زادهٔ	۲۳ اوت ۲۰۰۰) دوچرخه‌سوار اهل فرانسه است.